# Ковалёв, Антон (шахматист)
Анто́н Ковалё́в (англ. Anton Kovalyov; род. 4 марта 1992, Харьков, Украина) — канадский (ранее — аргентинский) шахматист, гроссмейстер (2008).

## Карьера
В 2000 году уехал вместе с родителями в Аргентину, в 2004 году занял 2-е место на континентальном чемпионате Америки до 12 лет, благодаря чему получил звание мастера ФИДЕ. В 2007 году переехал в Монреаль из-за трудной жизни в Буэносе-Айресе. Пока жил в Аргентине, ездил на турниры в Европу, выполнив международного мастера.
В 2008 году выступал за сборную Аргентины на 38-й шахматной олимпиаде (2008) в Дрездене. По решению конгресса ФИДЕ стал гроссмейстером.
В 2009 году по приглашению участвовал в чемпионате Квебека, в котором занял 1-е место. Трёхкратный победитель юниорского чемпионата Квебека (2010—2012).
В 2013 году вступил в канадскую шахматную федерацию. В 2014 году играл за Канаду за 1-й доской на 41-й шахматной олимпиаде в Тромсё. Выступил с результатом 7 из 11 (+4-1=6) и перфомансом 2670.
В 2015 году на континентальном чемпионате Америки выступил с результатом 8 из 11. Занял 3-е место и вместе с другими игроками вышел в плей-офф, получив возможностиь сыграть в Кубке мира 2015. Был выбит Фабиано Каруаной в 3-м раунде турнира. В 2016 году аналогичным образом получил право выступить на Кубке мира 2017.
В сентябре 2016 года выступал за Канаду за второй доской на 42-й шахматной олимпиаде в Баку. Набрал 8 очков из 10 (+6-0=4) при перфомансе 2852. Его результат уступал только перфомансу Владимира Крамника (2903).
Ковалёв приехал на Кубок мира 2017 в шортах. В первом раунде победил Варужана Акопяна, во втором сенсационно обыграл Вишванатана Ананда. По поводу дресс-кода замечаний не было, но перед первой партией следующего раунда состоялся разговор с арбитром о внешнем виде. Позже к спору присоединился организатор турнира Зурабом Азмайпарашвили. Он заявил, что ФИДЕ накажет Ковалёва, так как его одежда нарушает дресс-код шахматной федерации и что он будет финансово наказан, если не сменит одежду. Ковалёв сказал, что такие же шорты он носил на Кубке мира 2015 без каких-либо инцидентов, но Азмайпарашвили вновь возразил и сказал, что в этой одежде Ковалёв «похож на цыгана». Ковалёв воспринял это как расовое оскорбление, после чего покинул турнирный зал и больше не вернулся.
Ковалёв сыграл последнюю рейтинговую партию в мае 2019 года.